# Felix und die wilden Tiere
Felix und die wilden Tiere ist eine Dokumentationsreihe über Wildtiere. Sie wird vom Biologen Felix Heidinger moderiert. In der Serie tritt er selbst als Abenteurer mit dem wiederkehrenden Motiv des Geländewagens Land Rover auf. Die Zuschauer finden Felix, meist in Outdoor-Kleidung, in der Landschaft wieder, in der die Tiere, die in dieser Folge aus nächster Nähe gezeigt werden, leben. Er erzählt etwas über ihre erstaunlichen Anpassung und Fähigkeiten der Tiere und die Probleme, die der menschliche Eingriff in ihren natürlichen Lebensraum für sie bringt. Manchmal werden auch mehrere Tiere in einer Sendung behandelt z. B. in „Die Kleinen mit den vielen Beinen“, u. a. Ameisen, Gottesanbeterin und Gespenstschrecken. Aus dieser Sendung entwickelten sich die Tochtersendungen Paula und die wilden Tiere mit Grit Paulussen, Anna und die wilden Tiere mit Annika Preil, Pia und die wilden Tiere mit Pia Amofa-Antwi und Nina und die wilden Tiere mit Nina Ploghaus als Moderatorin.

## Ausstrahlung
Die erste komplette Ausstrahlung der Serie Felix und die wilden Tiere erfolgte beim Bayerischen Rundfunk von 2002 bis 2007. Weitere Ausstrahlungen liefen in den Jahren 2002 bis 2018 bei den Sendern ARD, BR-alpha, SWR, WDR und 3sat.

## Titel einzelner Folgen (Auswahl)
- Das einsame Flusspferd
- Der König des Regenwaldes
- Der Utila-Leguan
- Auch ein Wombat mag gerne Schokolade
- Was träumen Katze und Känguru?